# Adolphe Hamesse
Pour les articles homonymes, voir Hamesse.
Adolphe Hamesse, né à Bruxelles en 1849 et mort à Ixelles en 1925, est un peintre belge de paysages.

## Biographie
Adolphe Hamesse étudie à l'Académie de Bruxelles chez Paul Lauters et Jean-Baptiste Meunier (1863-1870 et 1876-1878). Il expose pour la première fois en 1873 au Salon triennal d'Anvers.
Très vite, il installe son chevalet en plein air et peint principalement dans la forêt de Soignes. Ses tableaux sont mélancoliques et son art éclate aux changements de saisons. Grâce à sa parenté stylistique avec l'École de Tervueren, il est assimilé à la deuxième génération de cette école, dont Théo Hannon, Richard Viandier, Périclès Pantazis, Jean-François Taelemans et Joseph-Charles François.
Il apprécie également les Ardennes et la Campine, entre autres dans la région de Mol. Il y peint des vues de bois, de dunes, de fermes et de champs.
Hamesse joue un rôle majeur dans les milieux artistiques de Bruxelles. Il rejoint le cercle artistique L'Essor en 1876 et est membre fondateur de Pour l'Art en 1892.

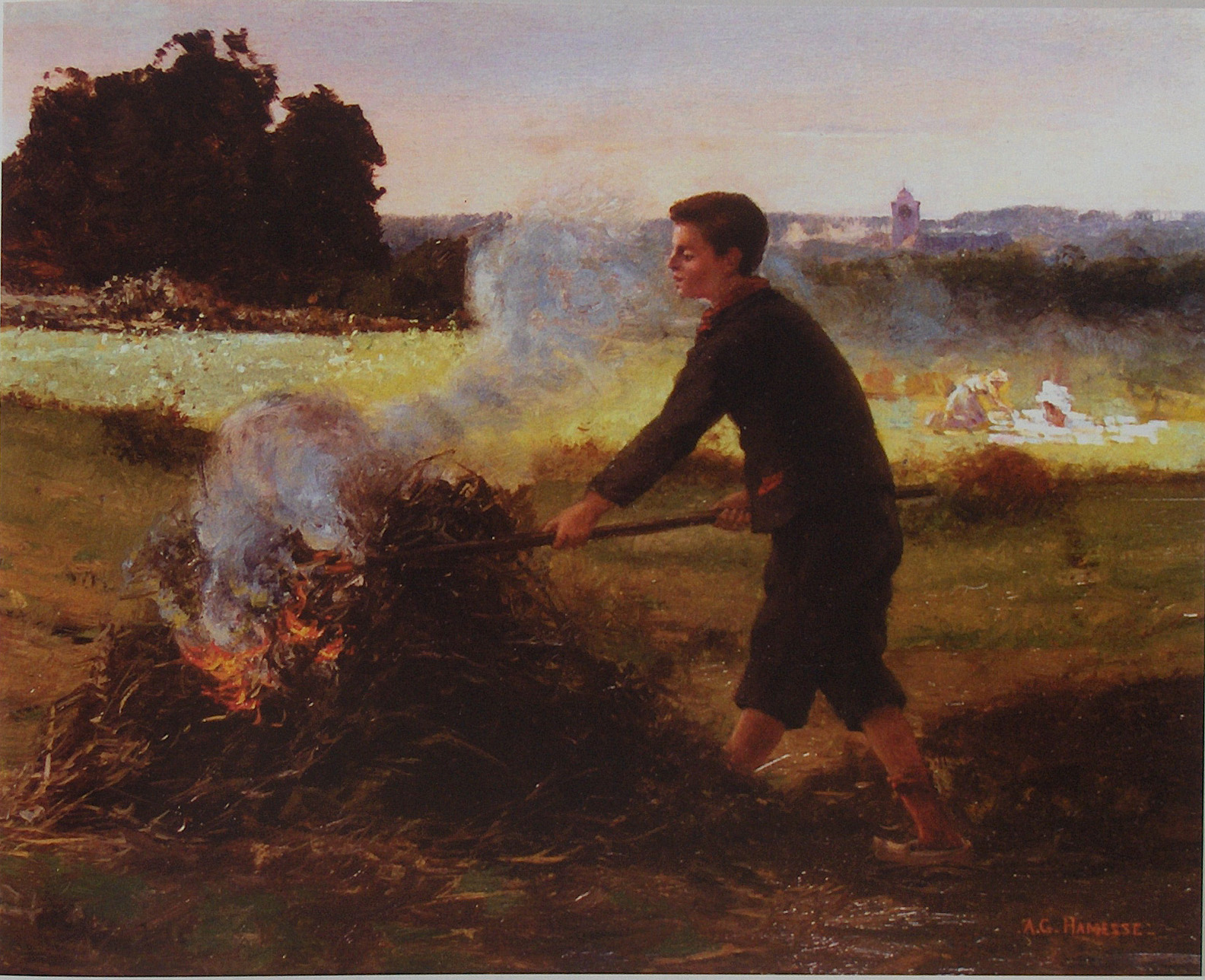
La combustion des feuillus de pomme de terre, Adolphe Hamesse, huile sur toile, 32,3 x 39 cm, collection privée

Il illustre de nombreux ouvrages comme Itinéraire illustré de l'épopée de Waterloo pour lequel il a réalisé soixante dessins.
Ses œuvres sont exposées dans les musées d'Alost, de Bruxelles, d'Ixelles, de Liège et au musée Jacob Smits à Mol.
Son fils Paul (1877-1956) est architecte, designer d'intérieur, peintre et dessinateur et son aîné Georges (1874-1925) est aussi peintre.

## Bibliographie

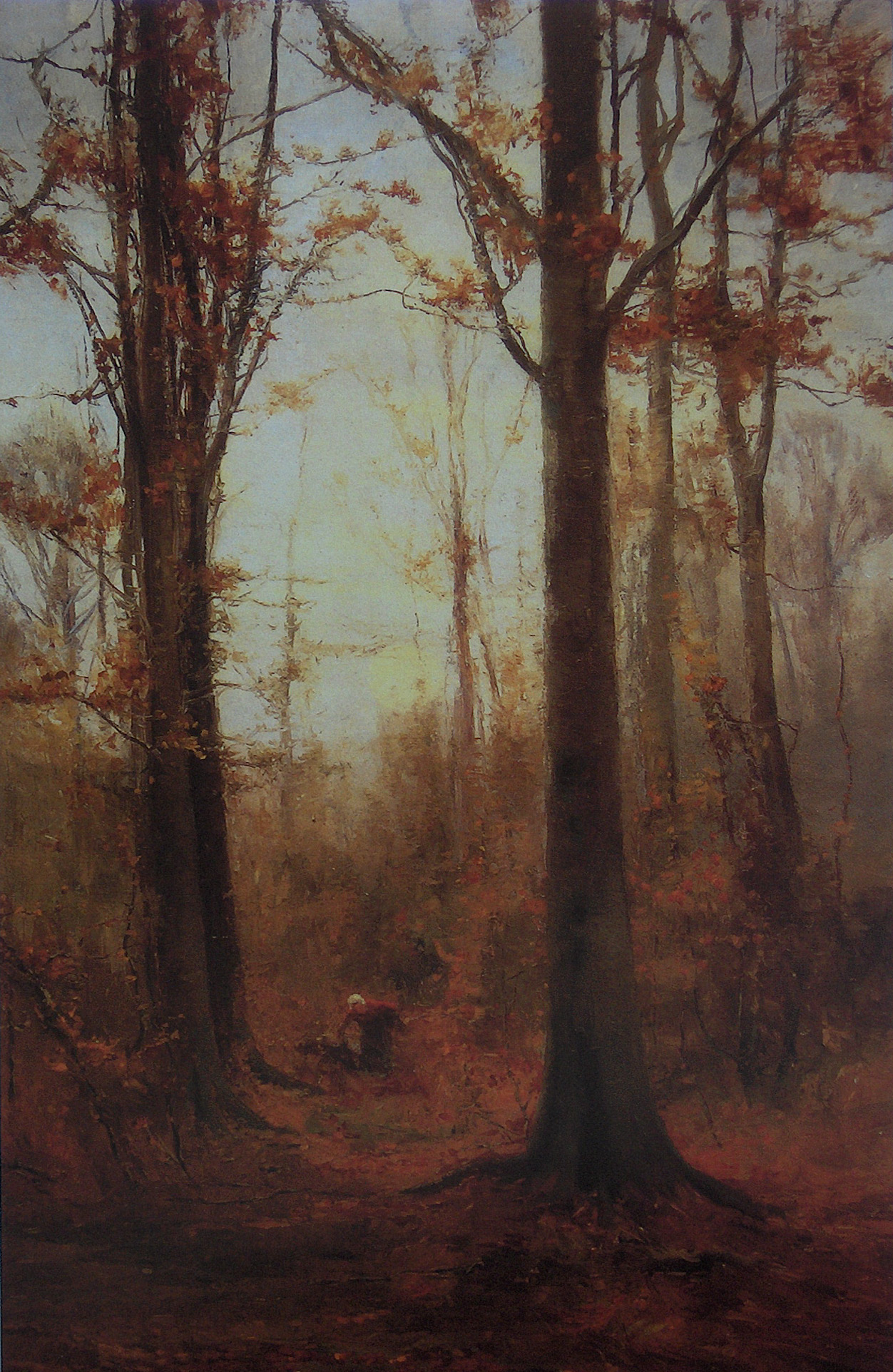
Le ramassage du bois en forêt de Soignes, Adolphe Hamesse, huile sur toile, 93x57 cm, collection privée